# Vanderlei de Lima

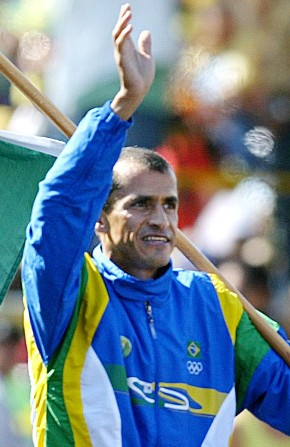
Vanderlei de Lima (2004)

Vanderlei Cordeiro de Lima (* 11. August 1969 in Cruzeiro do Oeste) ist ein ehemaliger brasilianischer Langstreckenläufer, der sich auf den Marathon spezialisiert hatte.

## Leben und Wirken
1996 gewann er den Tokyo International Men’s Marathon in 2:08:38h, 1997 wurde er Zweiter beim Seoul International Marathon und belegte bei den Leichtathletik-Weltmeisterschaften in Athen den 23. Platz. 1998 wurde de Lima Zweiter in Tokio mit seiner persönlichen Bestzeit von 2:08:31h. Im selben Jahr wurde er Fünfter beim New-York-City-Marathon. 1999 gewann er den Marathon der Panamerikanischen Spiele in Winnipeg und wurde Dritter beim Fukuoka-Marathon in 2:08:40h. Im Jahr darauf wurde er Dritter beim Rotterdam-Marathon in 2:08:34 und belegte beim Marathon der Olympischen Spiele in Sydney den 75. Platz.
2002 siegte er beim São-Paulo-Marathon. 2004 gewann er in 2:09:39 Hamburg-Marathon.
Beim Marathonlauf der Olympischen Spiele 2004 in Athen wurde er durch einen spektakulären Zwischenfall weltbekannt. Dort setzte er sich schon bei KM 20 vom Rest des Feldes ab und hatte zwischenzeitlich einen Vorsprung von anderthalb Minuten auf das Verfolgerfeld. Fünf Kilometer vor dem Ziel war der Vorsprung auf gut eine halbe Minute geschrumpft, als de Lima von Cornelius Horan, der aus der Zuschauermenge sprang, von der Straße gezerrt wurde. Der Brasilianer verlor wegen dieses Zwischenfalls etwa 20 Sekunden, kam aus dem Rhythmus und wurde kurz darauf von Stefano Baldini und Mebrahtom Keflezighi überholt. De Lima hielt jedoch durch und konnte bis ins Ziel den Bronzerang verteidigen.
Jacques Rogge, damaliger Präsident des IOC, überreichte am 29. August 2004 de Lima die Pierre-de-Coubertin-Medaille für exemplarischen Sportsgeist.

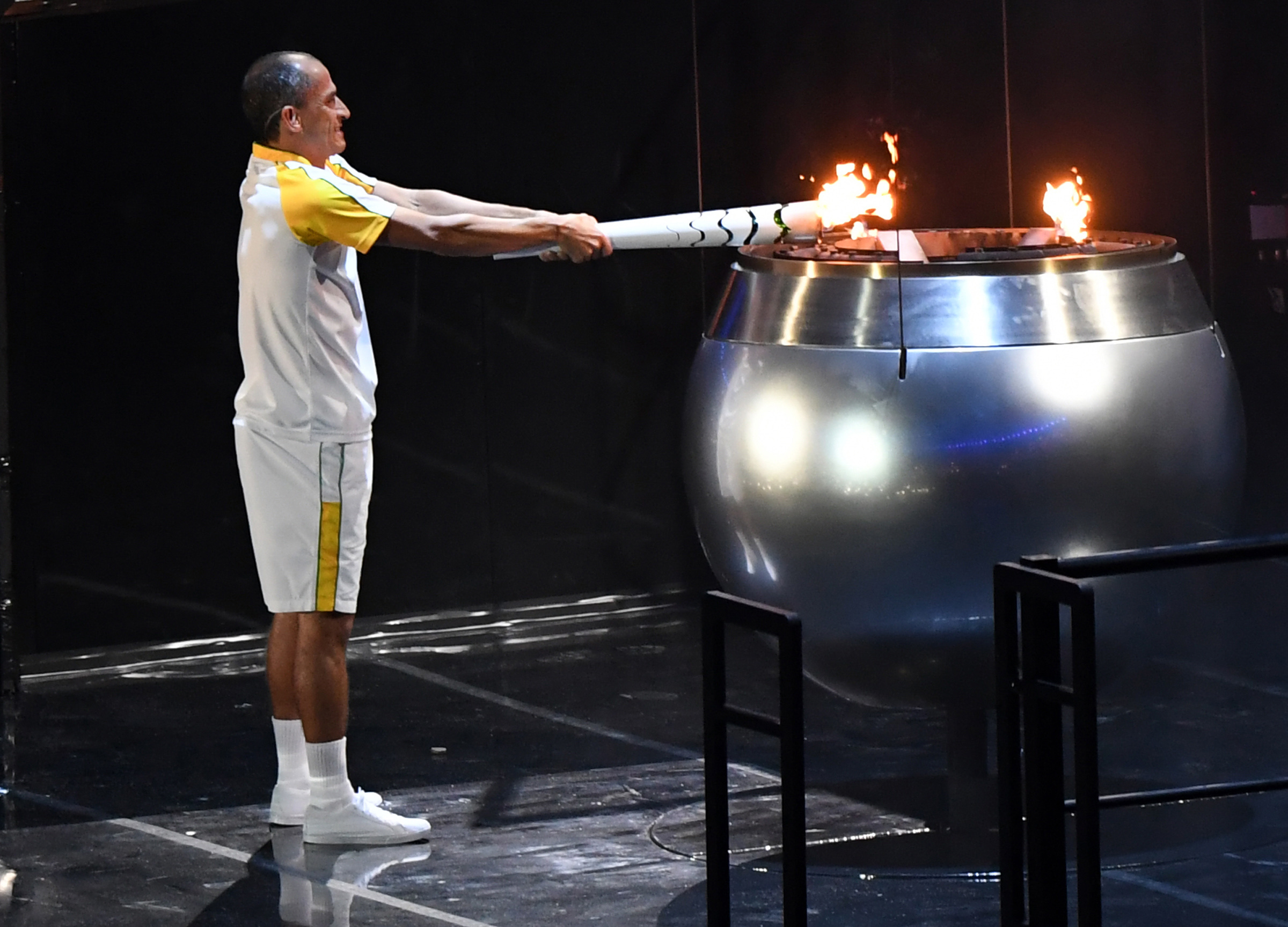
Lima bei der Entzündung der olympischen Flamme (2016)

Bei der Eröffnung der Olympischen Spiele 2016 in Rio de Janeiro war er Schlussläufer des olympischen Fackellaufs und entzündete im Maracanã-Stadion die olympische Flamme.